# (38019) Jeanmariepelt
(38019) Jeanmariepelt est un astéroïde de la ceinture principale.

## Description
(38019) Jeanmariepelt est un astéroïde de la ceinture principale. Il fut découvert le 1er juin 1998 à La Silla par Eric Walter Elst. Il présente une orbite caractérisée par un demi-grand axe de 3,14 UA, une excentricité de 0,09 et une inclinaison de 15,3° par rapport à l'écliptique.

## Compléments